# Helga Borisch
Helga Borisch (geb. Böhnstedt; * 14. April 1939 in Thale) ist eine deutsche Textilkünstlerin, Bühnenbildnerin, Malerin und Grafikerin.

## Leben und Werk
Helga Böhnstedt absolvierte nach der Grundschule von 1954 bis 1956 eine Lehre als technische Zeichnerin. Dann arbeitete sie bis 1960 als Teilkonstrukteurin und machte zur Vorbereitung auf ein Studium längere Praktika in den Ateliers des DEFA-Studios für Trickfilme und des Staatlichen Puppentheaters Dresden. Von 1960 bis 1966 studierte sie bei Hans Reichard (1921–2015) an der Hochschule für Bildende Künste Dresden. Als einzige Absolventin erhielt sie ein Diplom für Puppen- und Bühnenbildgestaltung.
Bis 1967 war sie Puppen- und Bühnenbildgestalterin am Puppentheater Dresden. Sie heiratete den Bühnenbildner Frank Borisch (* 1941), mit dem sie dann nach Magdeburg zog, wo sie freischaffend arbeitet. Als sich ihr Wunsch, auch Regie zu studieren, nicht erfüllte, widmete sie sich vor allem der Textilkunst. Dabei erregte ihre moderne Formgebung nicht nur Aufsehen, sondern bei den kulturpolitischen Instanzen der DDR zuweilen auch Widerspruch.
Bekannt wurde Helga Borisch vor allem mit großen textilen Applikationen, die zum Teil als Auftragswerke entstanden. Sie schuf auch eine Vielzahl von Zeichnungen, Pastellen, Aquarellen, Papierschnitten, Druckgrafiken, Installationen und Entwürfe für baubezogene Arbeiten.
Helga Borisch hatte im In- und im Ausland eine bedeutende Zahl von Einzelausstellungen und Ausstellungsbeteiligungen, darunter in der Zeit der DDR von 1977 bis 1988 die VIII. bis X. Kunstausstellung der DDR in Dresden, 1983 im Städtischen Museum Göttingen Kunsthandwerk aus der DDR. Textilgestaltung – Holzgestaltung und 1988 die 6. Internationalen Textiltriennale in Lodz.
Arbeiten Helga Borischs befinden sich unter anderem in der Puppentheatersammlung Dresden in Radebeul.

## Mitgliedschaften
- bis 1990: Verband Bildender Künstler der DDR
- ab 1990: Bundesverband Bildender Künstlerinnen und Künstler

## Ehrungen
- 1979: Verdienter Aktivist
- 1982: Kunstpreis des Bezirks Magdeburg

## Ausstellungen seit der deutschen Wiedervereinigung

### Einzelausstellungen
- 2013: Frankfurt/Main, Galerie B des Frankfurter Kunstvereins (Textile Objekte und Wandinstallationen)
- 2020/2021: Magdeburg, Kulturzentrum Feuerwache („Derzeit“; Aquarelle, Collagen)[2]
- 2023: Haldensleben, Kunstgalerie der KulturFabrik (”Vier”; mit Heidi Groth, Ingrid Müller-Kuberski und Annedore Policek)

### Beteiligung an Gruppenausstellungen
- 2004 und 2005: Stendal, Winckelmann-Museum; Gotha, Schloss Friedenstein; Duisburg, Cubus-Kunsthalle; Wasserburg am Inn, Galerie im Ganserhaus („Ost-Westlicher Ikarus. Ein Mythos im geteilten Deutschland“)
- 2009: Magdeburg, Galerie Himmelreich („Finito“; Dokumentationsausstellung über zehn Textilkunstpleinairs von 1993 bis 2009)
- 2024: Magdeburg, Galerie Himmelreich („Fantasien im Magdeburger Himmelreich“)